# Camp de concentration de Vapniarka
Le camp de concentration de Vapniarka était un camp de concentration roumain lors de la Seconde Guerre mondiale. Il est situé dans la petite ville de Vapniarka (Ukrainien: Вапнярка), dans l'oblast de Vinnytsia en Ukraine. Plusieurs milliers de personnes ont transité par ce camp qui comptait entre 1 200  et   1 500 détenus.

## Histoire
À la suite de l'opération Barbarossa, la ville est sous administration roumaine. Du 22 octobre 1941 à mars 1944, la région est incluse dans la Transnistrie et on y enferme les membres de la communauté juive roumaine.
La Roumanie, dirigée par Ion Antonescu, est alliée aux forces de l'Axe et prend part à l'invasion de la République socialiste soviétique d'Ukraine.
En octobre 1941, les Roumains bâtissent le camp. 700 Juifs ukrainiens locaux ont alors déjà fui ou ont été tués par les nazis et les troupes roumaines. Un millier de Juifs sont enfermés dans le camp dès l'ouverture, principalement d'Odessa. 200 juifs décèdent dans une épidémie de typhus, principalement lors de l'hiver 1941, les autres sont emmenés à l'extérieur du camp, gardés par la gendarmerie roumaine et sont exécutés.
En 1942, 150 Juifs de Bukovine sont amenés au camp. Ils sont rejoints le 16 septembre par 1 046 Juifs roumains. La moitié sont des Juifs qu'on accuse d'être en plus communistes et 554 sont juifs sans accusations spécifiques contre eux. Il s'agit du dernier transport qui arrive au camp.
Le camp est sous le contrôle direct du ministre de l'intérieur roumain Dumitru I. Popescu.
Sur 1 179 prisonniers du camp, 107 sont des femmes.
Parmi les prisonniers, 80 % sont juifs, 130 sont membres du parti communiste roumain, 200 des sociaux-démocrates et on y trouve également des trotskistes et des sionistes.
Les détenus s'organisent en deux comités afin de respecter une discipline et pour mieux s'entraider dans la faim, la torture et les travaux forcés. En réussissant à maintenir le camp méticuleusement propre, ils réussissent à vaincre l'épidémie de typhus.
Néanmoins, ils souffrent de lathyrisme car les gardiens empoisonnent les prisonniers en les nourrissant de lathyrus sativus. Il s'agit de nourriture pour bétail qui est toxique si consommé en grande quantité. Dès janvier 1943, plusieurs centaines souffrent de paralysie due à cette maladie et 117 détenus sortiront du camp paralysés à vie.
Les prisonniers se mettent alors en grève de la faim et demandent une assistance médicale. Les autorités finissent par accepter que leurs proches et qu'une association juive de Bucarest leur fassent parvenir des vivres.
En mars 1943, 427 Juifs emprisonnés sans autre motif d'accusation sont déportés vers différents ghettos de Transnistrie puis renvoyés en Roumanie et libérés fin 1943.
En octobre 1943, 54 communistes sont enfermés dans la prison de Rîbniţa où, le 19 mars 1944, ils seront assassinés dans leurs cellules par des soldats SS.
Un troisième groupe comprenant 565 personnes est déporté en Roumanie en mars 1944 et emprisonné dans le camp de prisonniers politiques de Târgu Jiu jusqu'à la chute du gouvernement d'Antonescu.
Plusieurs anciens prisonniers du camp de concentration de Vapniarka seront plus tard nommés à des postes à responsabilité dans la République socialiste de Roumanie d'après-guerre (dont Simion Bughici qui deviendra ministre des affaires étrangères).